# 卡尼亞斯 (托諾西區)
卡尼亞斯（西班牙語：Cañas），是巴拿馬的城鎮，位於該國中南部，由洛斯桑托斯省的托諾西區負責管轄，面積94.1平方公里，2010年人口650，人口密度每平方公里6.9人。